# Angelo Cadeddu
Angelo Cadeddu (Genova, 16 gennaio 1903 – ...) è stato un calciatore italiano, di ruolo attaccante.
Cadeddu fu noto come Cadeddu I per distinguerlo dal fratello Aldo, noto come Cadeddu II.

## Carriera
Formatosi nella Spes Genova, esordendo nella Prima Categoria 1921-1922, passa al Genoa nel 1924 dopo tre stagioni con i biancocelesti.
In rossoblu esordisce già alla prima giornata, il 5 ottobre 1924, nella vittoria casalinga per 4-0 contro la Cremonese. Con il Genoa disputerà solo un altro incontro ovvero nella sconfitta esterna del 12 aprile 1925 contro il Legnano per 1-0.
La stagione successiva passa al Milan, società con cui disputa solo incontri amichevoli e che lascia per tornare alla Spes Genova.
Lascerà nuovamente il club biancoceleste dopo una sola stagione per passare alla Vogherese.
Anche in Lombardia si ferma solo un anno, tornando in Liguria tra le file del Tigullio.
Nel 1928 torna nuovamente alla Spes Genova, club nel quale chiuderà la carriera agonistica.